# Artemida (Tessaglia)
Artemida (in greco Αρτέμιδα?) è un ex comune della Grecia nella periferia della Tessaglia di 4583 abitanti secondo i dati del censimento 2001.
È stato soppresso a seguito della riforma amministrativa detta Programma Callicrate in vigore dal gennaio 2011 ed è ora compreso nel comune di Volos.